# Aneilema welwitschii
Aneilema welwitschii är en himmelsblomsväxtart som beskrevs av Charles Baron Clarke. Aneilema welwitschii ingår i släktet Aneilema och familjen himmelsblomsväxter. Inga underarter finns listade.